# Атака через холодную перезагрузку
Атака через холодную перезагрузку (англ. cold boot attack, platform reset attack) — класс атак по сторонним каналам, при которых злоумышленник, имеющий физический доступ к компьютеру, может извлечь из него ключи шифрования или ценные данные. Атака требует полной перезагрузки компьютера либо выключения и изъятия из него модулей памяти. В атаке используется эффект сохранения данных в ОЗУ типа DRAM и SRAM после выключения питания. Данные частично сохраняются в течение периода от нескольких секунд до минут.

## Проведение атаки
Для выполнения атаки производится холодная перезагрузка компьютера, то есть выключение питания без использования средств операционной системы и последующее включение (например, при помощи кнопки «reset» на корпусе или путём выключения блока питания). После включения производится загрузка специальной небольшой операционной системы (например с USB-накопителя или дискеты), и сохранения текущего состояния оперативной памяти в файл. Альтернативный путь выполнения атаки заключается в изъятии модулей памяти (DIMM) из компьютера жертвы и их установка в другой компьютер для считывания данных с них. Полученная информация затем анализируется на предмет наличия в ней ключей шифрования или иной ценной информации. Существуют специальные программы для автоматического поиска.
Исследователями была продемонстрирована применимость атаки к системам дискового шифрования различных производителей, в том числе использующих криптопроцессор Trusted Platform Module (TPM).
Время сохранения данных в памяти может быть увеличено при помощи охлаждения модулей памяти. Кроме того, существуют математические модели стирания данных из памяти, отключённой от питания, которые помогают восстановить данные. В случае, когда система шифрования дисков допускает загрузку операционной системы без ввода паролей шифрования или PIN-кодов, или используется аппаратный криптопроцессор для получения ключа (например, BitLocker позволяет использовать TPM без ввода PIN или использования USB-токена), время для проведения данного типа атак может быть неограниченным:

Можно отметить, что использование BitLocker совместно с Trusted Platform Module может сделать систему менее безопасной, так как позволяет атакующему получить доступ к данным, даже если компьютер был украден в выключенном состоянии.
Оригинальный текст (англ.)Notably, using BitLocker with a Trusted Platform Module (TPM) sometimes makes it less secure, allowing an attacker to gain access to the data even if the machine is stolen while it is completely powered off.

Атака через холодную перезагрузку не является единственной атакой на получение ключей шифрования из памяти, например атака DMA attack позволяет считать физическую память при помощи внешнего устройства с интерфейсом 1394. Microsoft рекомендует не использовать BitLocker в конфигурации по умолчанию для предотвращения подобных атак.

## Противодействие

### Отмонтирование шифрованных томов
Многие системы шифрования стирают ключи шифрования из памяти при отключении шифрованных разделов. Поэтому рекомендуется отключать все шифрованные тома при риске кражи компьютера.

### Сложные режимы шифрования
В конфигурации по умолчанию Bitlocker использует TPM без пароля включения компьютера (boot PIN) или внешних ключей. В такой конфигурации ключи шифрования скачиваются из TPM автоматически при каждой загрузке и не требуют вмешательства пользователя. Следовательно, атака через холодную перезагрузку становится возможной и против выключенного компьютера с подобной конфигурацией, так как при каждом включении ключи всё равно оказываются в ОЗУ.
Двухфакторная аутентификация, например, с использованием дополнительно с TPM PIN-кода загрузки или загрузочного USB-токена, позволяет исключить атаку против компьютеров, украденных в выключенном состоянии.

### Управление питанием
Выключение компьютера средствами операционной системы обычно стирает ключи шифрования из памяти. Следовательно, рекомендуется полностью выключать компьютер, если он остаётся в месте, из которого его могут украсть.